# 長剃刀帶魚
長剃刀帶魚，为帶鱼科長剃刀帶魚屬的唯一一種。分布於全球三大洋熱帶至溫帶海域，棲息深度150-400公尺，本魚身體非常長且扁，頭部輪廓平直，下頜長於上頜，體色銀白，背鰭前第三第四的軟射線膜黑色，背鰭軟條116-123枚；臀鰭硬棘2枚；臀鰭軟條74-87枚；脊椎骨125-129個，體長可達250公分，棲息在大陸坡，屬肉食性，以魚類、烏賊等為食，可做為食用魚。

## 外部連結
- 長剃刀帶魚的圖片 （页面存档备份，存于）